# Nectophryne
Nectophryne är ett släkte av groddjur. Nectophryne ingår i familjen paddor.
Kladogram enligt Catalogue of Life:
| Nectophryne | \| \| Nectophryne afra \| \| \| \| \| \| Nectophryne batesii \| \| \| \| |
|             | \| \| Nectophryne afra \| \| \| \| \| \| Nectophryne batesii \| \| \| \| |
|             | Nectophryne afra                                                         |
|             |                                                                          |
|             | Nectophryne batesii                                                      |
|             |                                                                          |